# Volksbad Dortmund

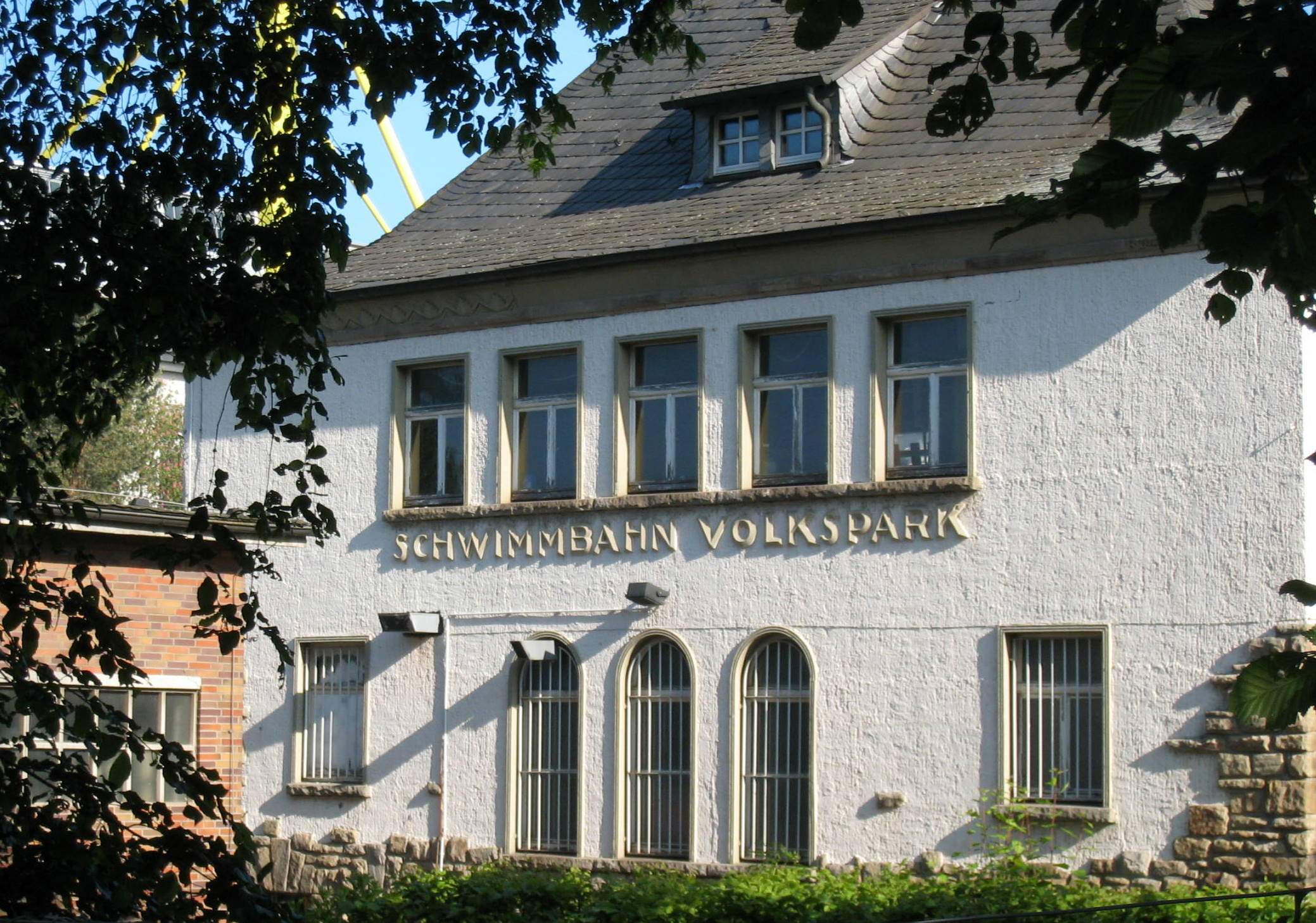
Schwimmbahn Volksbad Dortmund

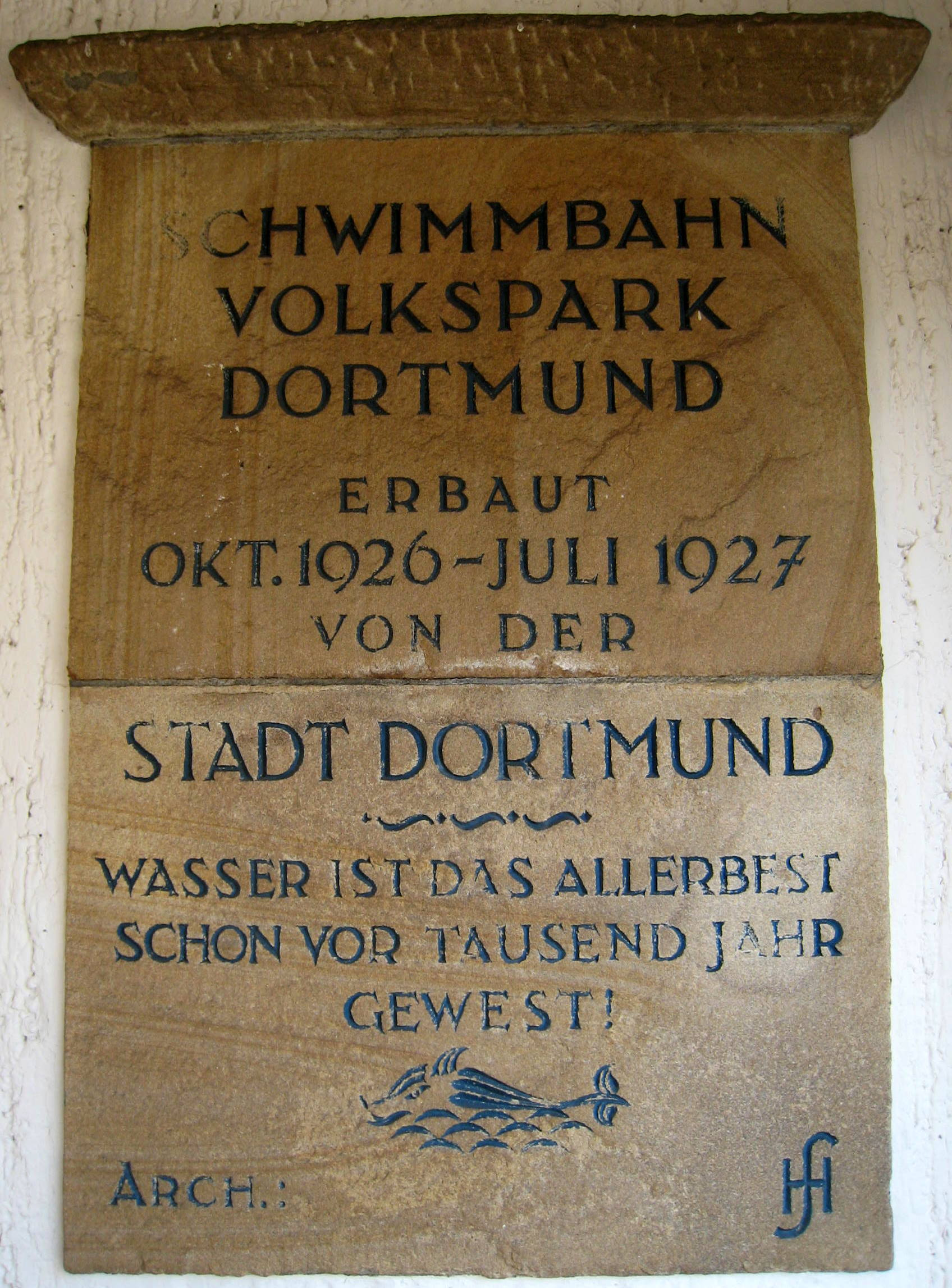
Grundstein und Widmung

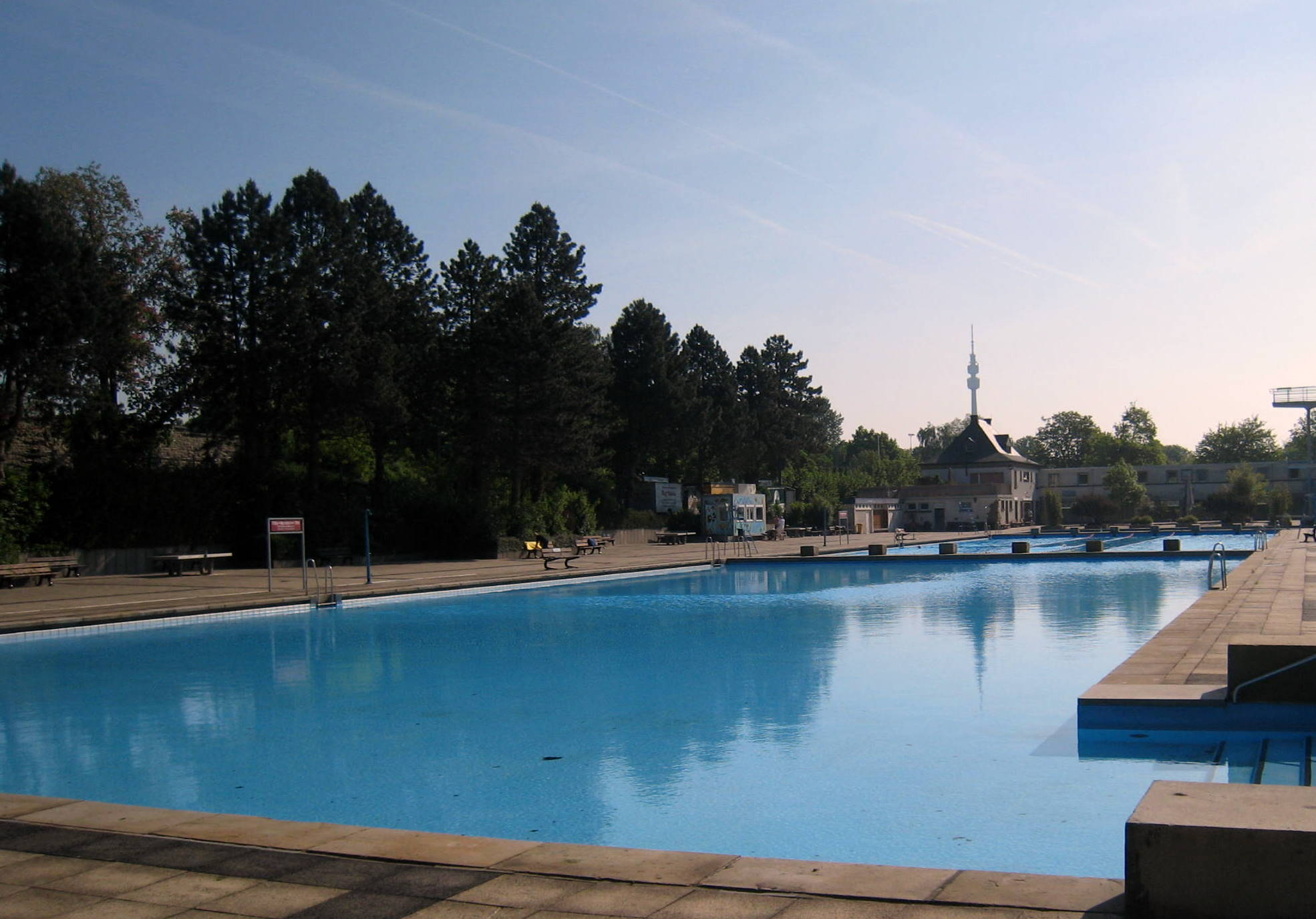
Schwimmbahnen im Gegenlicht

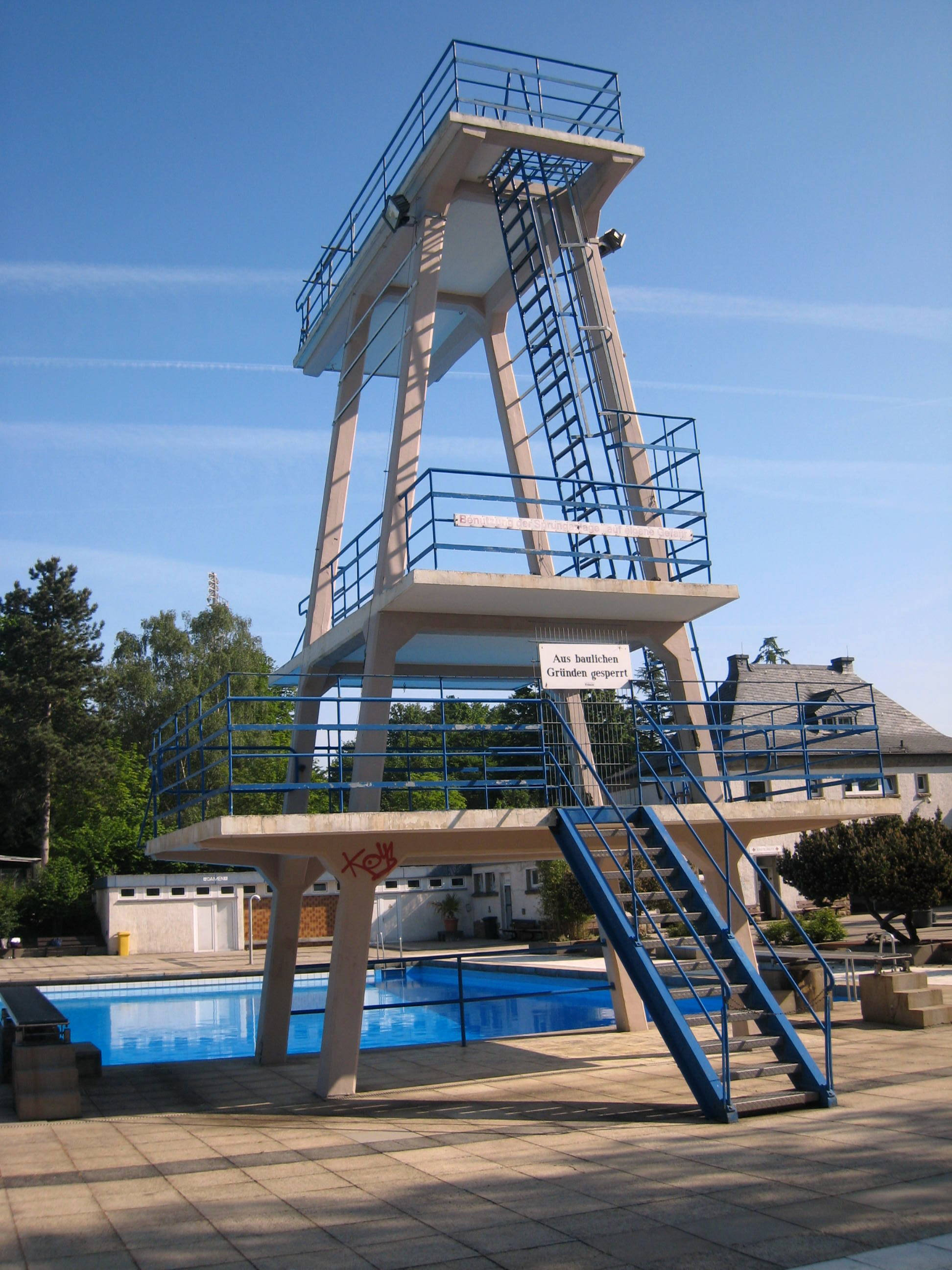
Sprungturm

Das Volksbad Dortmund ist ein unter Denkmalschutz stehendes Freibad in Dortmund. Es liegt im ehemaligen Volkspark Dortmund südlich des Stadions Rote Erde. Betrieben wird das Freibad von der gemeinnützigen Sportwelt Dortmund gGmbH.

## Geschichte
Die Freibadanlage im ehemaligen Volkspark in Dortmund, besser bekannt als Volksbad, entstand ab 1924 unter der Leitung des Stadtbaurates Hans Strobel. Für Strobel waren die Wohnverhältnisse der Arbeiterquartiere Ansporn für den Volksparkgedanken: „Die gesundheitlichen Folgen des Zusammenlebens in dichtgedrängten rauchigen Mietskasernenvierteln ohne Spiel- und Erholungsplätzen sind bekannt. Im Industriegebiet, insbesondere in größeren Städten, sind verhältnismäßig wenige Grünflächen vorhanden. Dortmund besitzt außer dem Dortmund-Ems-Kanal keine einzige Freibadgelegenheit.“
Das Freibad war zunächst mit einer 100-Meter-Bahn geplant, doch die Finanzierung drohte zu kippen. Aus diesem Grund und weil der Internationale Schwimmverband während der Bauzeit die Bahnlänge bei Wettkämpfen reduzierte, legte man die Bahnlänge schließlich auf 50 Meter fest. Möglicherweise war dies die erste wettkampfgerechte Schwimmanlage mit einer 50-Meter-Bahn in Deutschland. Die 250 bis 300 Arbeiter, die für die bauliche Umsetzung tätig waren, erhielten damals einen Stundenlohn von 67 Pfennigen, später wurde dieser auf 73 Pfennig erhöht. 28.000 Kubikmeter Boden wurden bewegt, 220 Eisenbahnwaggons mit Rheinsand waren nötig, um die Fläche für das Bad zu fundamentieren. Die Kosten beliefen sich damals auf rund 1,8 Millionen Mark, seinerzeit eine gigantische Summe.
In West-Ost-Folge wurden angelegt: ein Nichtschwimmer- und Schwimmerbecken mit 50 Meter Länge, ein Schwimm- und Sportbecken mit 50-Meter-Bahn und ein 16 m langes Sprungbecken mit 10-Meter-Turm. Das Freibad war nicht allein eine Freizeitstätte, sondern es war auch als Schwimmstadion geplant, mit nördlich gelegenen Tribünenplätzen für 2.800 Zuschauer, die in den 1980er Jahren weichen mussten. Der flachgedeckte Kopfbau bot zunächst einer Kaffeeterrasse Platz, die 1928 einer neuen Etage zum Opfer fiel. Die beiden zweistöckigen Flügel im Süden und Norden enthielten Garderoben- und Dienstleistungsräume wie Kiosk, Erste-Hilfe-Raum, Bademeisterraum und die Hausmeisterwohnung. In den eingeschossigen Flachdachanbauten waren die Sanitäranlagen (Dusche und Toilette) untergebracht. An der Hofseite säumen bis heute Keramikreliefs mit Fabelwesen aus dem Wasserreich die Fassade (Neptun und Meerjungfrau).
Die Anlage wurde am 17. Juli 1927 eröffnet. „Tausende Schaulustige warteten gemeinsam mit Stadtbaurat Strobel, dem Oberbürgermeister Ernst Eichhoff sowie mit dem Regierungspräsidenten König am Rand des Sprungbeckens. Sie warteten auf den Festumzug mit Prunkwagen, der um 14:30 Uhr auf dem Hansaplatz in Dortmund startete mit allem was, sportlich gesehen, in Dortmund Rang und Namen hatte. Vor Ort folgte der offizielle Eröffnungsakt durch eine Rede von Strobel mit anschließendem ‚Anschwimmen‘. Hierbei wurden bereits die ersten Wettbewerbe in Salti, Schrauben und Hechtsprüngen von 10-Meter-Sprungturm absolviert. Praktisch vom Eröffnungstag an wurde das Bad zu einem Besuchermagnet mit bis zu 18.000 Besuchern an manchem Tag.“
Im Zweiten Weltkrieg wurde das Bad nahezu vollständig zerstört. Erst 1948 konnte es unter der Regie der englischen Besatzungstruppen wieder eröffnet werden. „Nur zu bestimmten Tageszeiten durften sich die Dortmunder in den Nachkriegsjahren ins kühle Nass stürzen, der Kartenverkauf erfolgte an sogenannten fliegenden Kassen, erinnert sich Willi Schweizer, ein langjähriger Schwimmmeister im Volksbad“.
Das Volksbad wurde 1973 um ein 5.000 m² großes Areal erweitert, im Nordwesten entstand das Luftbad und darin an der Westseite ein umzäunter Bereich für die Freunde der Freikörperkultur. Seit dem Ausbau des Westfalenstadions im Jahre 1995 durch Borussia Dortmund besteht das Luftbad nicht mehr. (Auf der Fläche befinden sich jetzt Parkplätze)
Seit dem 13. Juni 2007 ist das Schwimmbad Volkspark als Baudenkmal in die Denkmalliste der Stadt Dortmund eingetragen.